# They Reminisce Over You (T.R.O.Y.)
«They Reminisce Over You (T.R.O.Y.)» es una canción de Pete Rock & CL Smooth, inspirada en la muerte de uno su íntimo amigo Troy Dixon (1967 - 1990) (más conocido como "Trouble" T. Roy y miembro de Heavy D & the Boyz) en 1990. La canción fue el sencillo principal de su álbum de debut, Mecca and the Soul Brother, publicado en 1992. Posteriormente se convertiría en un clásico del hip hop de los primeros años 1990. La canción alcanzó el puesto #58 en el Billboard Hot 100 y el #1 en la lista de éxitos Hot Rap Tracks.

## Repertorio
Cara A
1. «They Reminisce Over You (T.R.O.Y.)»
2. «They Reminisce Over You (T.R.O.Y.)» (instrumental)
3. «The Creator» (Slide to the Side Remix)

Cara B
1. «The Creator» (Slide to the Side Remix) (instrumental)
2. «Creator» (EP mix)
3. «Creator» (EP mix) (instrumental)